# Labeo meroensis
Labeo meroensis és una espècie de peix cipriniforme de la família dels ciprínids que es troba al riu Nil al seu pas pel Sudan.